# Chleb razowy

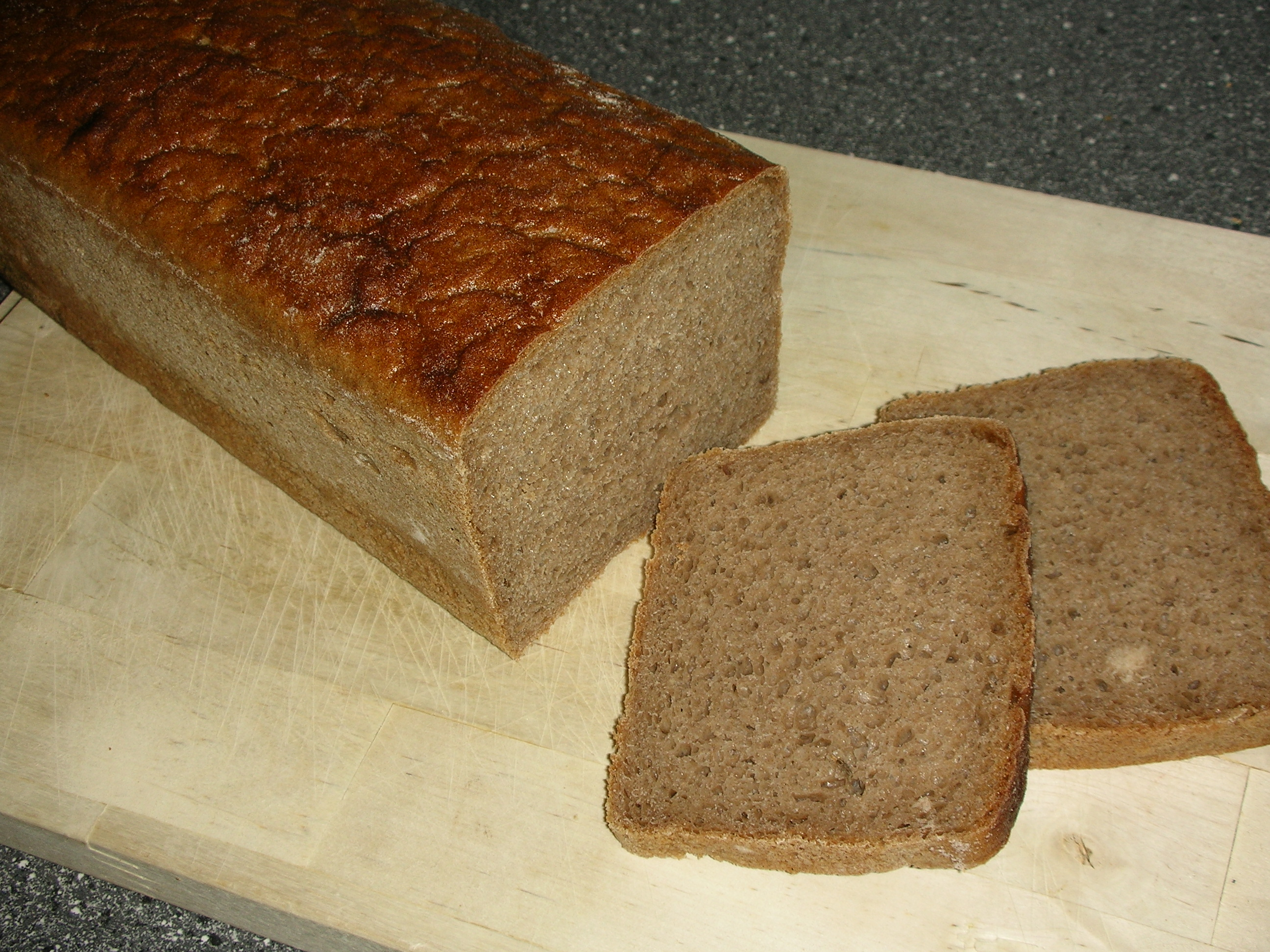
Chleb razowy.

Chleb razowy (razowiec, chleb z pełnego ziarna, daw. razak) – odmiana chleba wypiekanego z pszennej, żytniej lub mieszanej mąki razowej, tzn. z wyprodukowanej przez jednorazowe (stąd nazwa: jeden raz, czyli razowy) grube zmielenie ziarna, zawierającej otręby i mającej ciemniejsze zabarwienie niż mąka „biała”, tj. przesiewana.
Produkowany bywa także chleb z mąki razowej i białej.

## Zawartość
Chleb razowy jest ciemniejszy i zawiera większą ilość błonnika oraz składników mineralnych niż chleb biały (pytlowy, czyli wypiekany z mąki przesiewanej przez pytel), bowiem jest w nim większy udział drobin pochodzących z łupin ziarna, gdzie gromadzą się te składniki. Są one powszechnie uznawane za korzystnie oddziałujące na walory zdrowotne chleba razowego. Według badań mają one właściwości przeciwutleniające. Wśród nich są fitoestrogeny i substancje, które mogą wiązać kancerogeny i regulować glikemię. Składniki te są obecne w wielu pokarmach roślinnych, ale niektóre z nich, np. kwas ferulowy i kwas kawowy, w mące ziarnistej występują w większym stężeniu.

## Polski chleb razowy

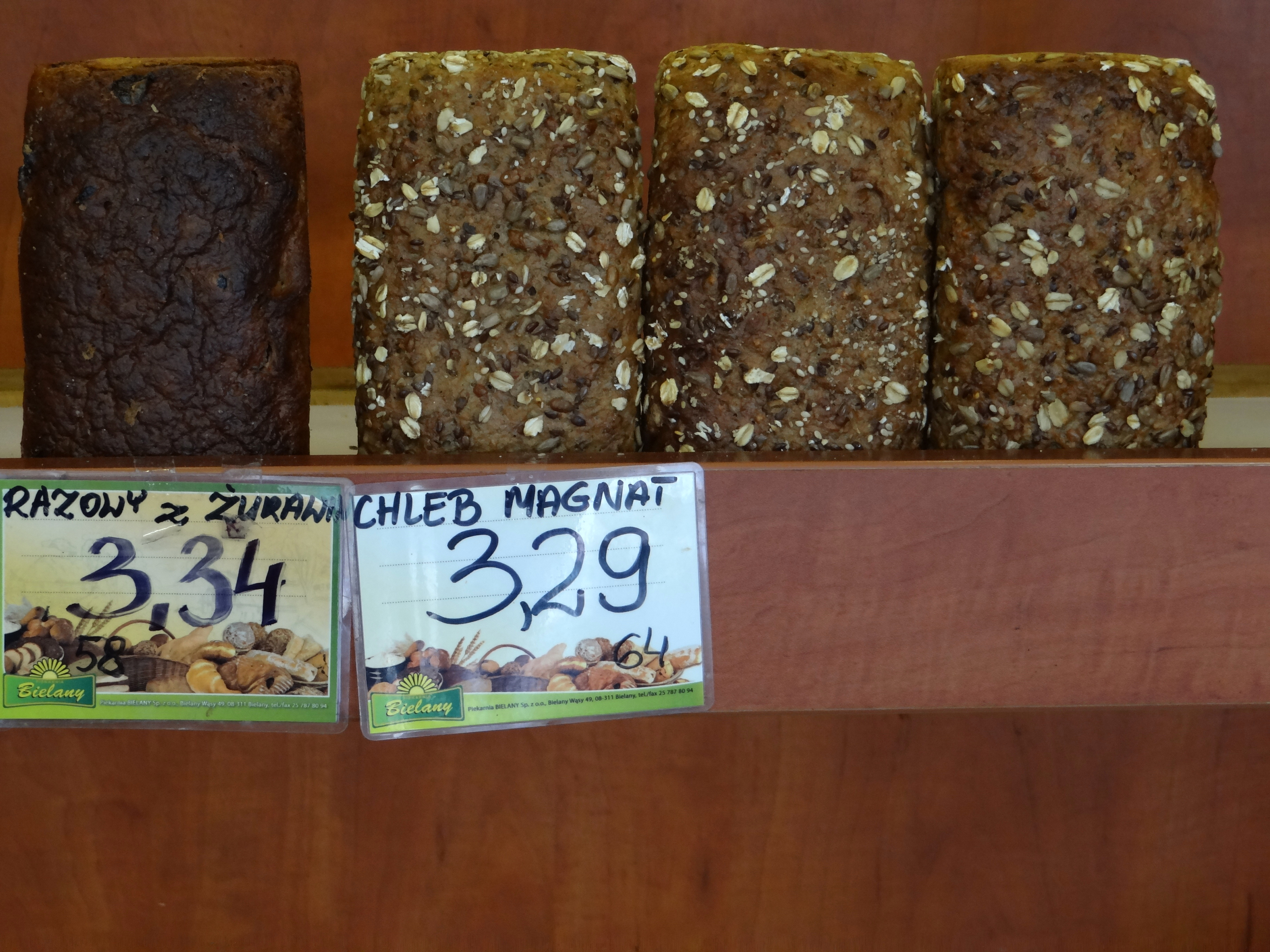
Chleb razowy w Tykocinie

Klasyczny polski chleb razowy wykonuje się na żytnim zakwasie (w odróżnieniu od wypieków drożdżowych). Taka technologia wymusza na początku znaczne wydłużenie procesu przygotowania zaczynu, bowiem kiszenie zakwasu wymaga około 3–5 dni.
To czasochłonne przygotowanie zakwasu jest zazwyczaj jednorazowe. Po otrzymaniu zakwasu miesza się go z mąką razową oraz wodą w odpowiedniej proporcji, a później odkłada się część przygotowanej masy do dalszego wykorzystania. Pozostawioną masę przechowuje się w zimnym pomieszczeniu bądź lodówce i dodaje do ciasta przy ponownym przygotowaniu masy na chleb. Dzięki temu pierwszego procesu nie trzeba powtarzać i można używać raz przygotowany w ten sposób zakwas wielokrotnie.

## Spożycie
Obecnie jedzenie razowego chleba jest kojarzone ze zdrowym trybem życia. Według badań w europejskich krajach osoby jedzące razowe pieczywo zamiast białego należą przeważnie do starszych grup wiekowych, zaliczają się do wyższych klas społeczno-ekonomicznych, rzadziej palą i częściej uprawiają ćwiczenia fizyczne.
W przeszłości „czarny” (razowy) chleb był podstawową postacią pieczywa, podczas gdy chleb jasny był traktowany jako luksus.